# SV Estrella
El Sport Vereniging Estrella (Holandés:Sports Club), (conocido como SV Estrella) o simplemente Estrella es un equipo de fútbol de Aruba que juega en la Primera División de Aruba, la liga de fútbol más importante del país. 

## Historia
Fue fundado en el año 1948 en la ciudad de Santa Cruz en Papilon, siendo uno de los pocos equipos en haber sido campeón de Antillas Neerlandesas, cuando Aruba formaba parte de ellas. Además de haber ganado el título en Aruba en 12 ocasiones.
A nivel internacional es el equipo de Aruba con mejor desempeño, ya que en su única participación en Concacaf logró acceder a la Ronda Final.

## Palmarés
- Primera División de Aruba: 12

1968, 1973, 1977, 1985, 1988, 1989, 1990, 1992, 1996, 1998, 1999, 2006
- Finalista: 16

1960, 1961, 1965–66, 1967–68, 1969–70, 1970–71, 1971–72, 1974, 1976, 1978, 1981, 1987, 1995, 2003–2004, 2009–2010, 2014–2015
- Torneo Copa Betico Croes: 2

2014, 2018
- Finalista: 2

2007, 2009
- Campeonato de las Antillas Neerlandesas: 1

1970

## Participación en competiciones de la CONCACAF
- Copa de Campeones de la Concacaf: 1 aparición

1971 - Ronda Final

## Personal y miembros de la junta
- Presidente:  Lorenzo (Denchi) Werleman
- Vicepresidente:  Clyde Croes
- Secretario:  Joanne Oduber
- Tesorero:  Naika Weller